# Модальність дієслів
Модальні (або службові) дієслова зазвичай функціонують як допоміжні дієслова. Як і копули, службові дієслова є обмеженим класом. Їхньою найважливішою синтаксичною особливістю є чиста інфінітивна експансія, тобто властивість стояти безпосередньо перед інфінітивом дієслова. У поєднанні з інфінітивом іншого дієслова вони змінюють своє значення.
- Службові дієслова - це дієслова, які утримують інфінітив іншого дієслова, надаючи дії певної модальності.
- Службові дієслова виражають, наприклад, бажання, намір, можливість, дозвіл, здатність або необхідність.

Приклади:
необхідність, обов'язок: Я повинен закінчити свої вправи.
можливість: Я можу прийти о 9 годині.
бажання: Я хочу швидко піти.
здатність: Я можу порахувати до тисячі англійською.

## Логічний аналіз службових дієслів
При логічному аналізі службові дієслова утворюють єдиний дієслівний присудок з дієсловом в інфінітиві, яким вони керують.
Приклади
1) Я маю йти до школи.
Логічний аналіз
Я: непрямий підмет
маю йти: дієслівний присудок
до школи: доповнення руху до місця
2) Я не можу прийти о п'ятій годині.
Логічний аналіз
Я: підмет підрядного речення
(не)можу прийти: дієслівний присудок
о п'ятій годині: певний часовий додаток

## Періодичний аналіз службових дієслів
В аналізованому періоді службові дієслова утворюють єдиний дієслівний присудок з дієсловом в інфінітиві, яке вони означають.
Приклади
1) Я мушу йти до школи, бо нам треба закінчити плакат.
Аналіз періоду
Я маю ходити до школи: головна теза чи речення
Чому ми повинні закінчити плакат: Явне підрядне речення 1-го ступеня
2) Ти мав би вивчити стільки всього, щоб навчити цьому інших.
Аналіз періоду
Ви повинні були дізнатися так багато нового: головне або підрядне речення
Ви повинні були дізнатися так багато речей, що могли б навчити цьому інших: неявне підрядне речення першого ступеня